# Chironomide
Chironomidele (Chironomidae) sau tendipedidele (Tendipedidae) sunt o familie de insecte diptere asemănătoare cu țânțarii, dar sunt, de regulă, mai subțiri și mai delicate decât aceștia. Au un corp subțire, picioarele sunt lungi și subțiri, aripile lungi și înguste. Antenele sunt foarte plumoase, mai ales la masculi. Au o nervație caracteristică a aripii, nervurile sunt fără solzi și îngrămădite la marginea costală a aripii; restul nervurilor aripii sunt foarte puțin vizibile. Multe chironomide au aripi reduse sau lipsesc. 
Larvele sunt, de obicei, acvatice, dar multe forme trăiesc în mediu terestru în frunzar, în pământ, în scoarța putredă a arborilor doborâți, în ciuperci, miniere în frunzele plantelor acvatice. Larvele și pupele au o mare importanță în hrana peștilor; de asemenea ele servesc ca nadă pentru undiță. Anatomia larvelor este caracteristică, ele sunt eucefale, cu un cap bine dezvoltat, complet sclerificat, au o pereche de picioare false, fuzionate la bază, situate ventral pe prototorace și o pereche pe ultimul segment abdominal, au și apendice senzoriale la extremitatea posterioară a corpului; stigmele lipsesc, aparatul respirator este redus, închis. Unele pupe sunt libere și active, altele sedentare.
Se cunosc peste 5000 de specii de chironomide, răspândite în toate regiunile globului și, dintre toate dipterele, ele au înaintat cel mai departe spre nord și ținuturile polare. 
În România sunt descrise 122 genuri și 403 specii și au fost studiate de Paula Albu și Nicolae Botnariuc.

## Subfamilii și genuri
Familia este divizată în 11 subfamilii: Aphroteniinae, Buchonomyiinae, Chilenomyinae, Chironominae, Diamesinae, Orthocladiinae, Podonominae, Prodiamesinae, Tanypodinae, Telmatogetoninae, Usambaromyiinae.
Cele mai multe specii aparțin de Chironominae, Orthocladiinae și Tanypodinae.

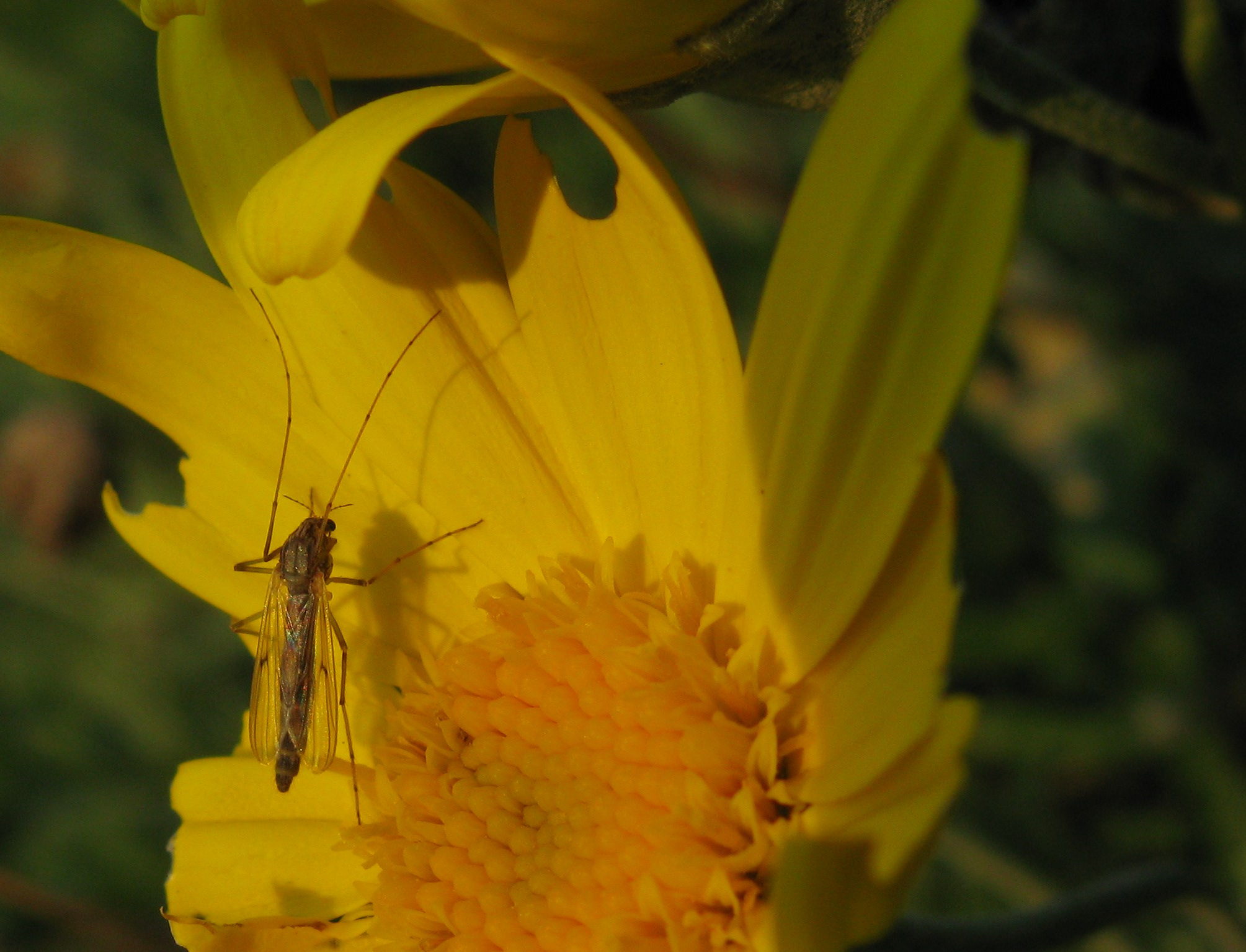

Genuri
- Aagaardia Sæther, 2000
- Abiskomyia Edwards, 1937
- Ablabesmyia Johannsen, 1905
- Acalcarella
- Acamptocladius Brundin, 1956
- Acricotopus Kieffer, 1921
- Aedokritus
- Aenne
- Afrochlus
- Afrozavrelia Harrison, 2004[3]
- Allocladius
- Allometriocnemus
- Allotrissocladius
- Alotanypus Roback, 1971
- Amblycladius
- Amnihayesomyia
- Amphismittia
- Anaphrotenia
- Anatopynia Johannsen, 1905
- Ancylocladius
- Andamanus
- Antillocladius Sæther, 1981
- Anuncotendipes
- Apedilum Townes, 1945
- Aphrotenia
- Aphroteniella
- Apometriocnemus Sæther, 1984
- Apsectrotanypus Fittkau, 1962
- Archaeochlus
- Arctodiamesa Makarchenko, 1983[4]
- Arctopelopia Fittkau, 1962
- Arctosmittia
- Asachironomus
- Asclerina
- Asheum
- Australopelopia
- Austrobrillia
- Austrochlus
- Austrocladius
- Axarus Roback 1980
- Baeoctenus
- Baeotendipes Kieffer, 1913
- Bavarismittia
- Beardius
- Beckidia Sæther 1979
- Belgica
- Bernhardia
- Bethbilbeckia
- Biwatendipes
- Boreochlus Edwards, 1938
- Boreoheptagyia Brundin 1966
- Boreosmittia
- Botryocladius
- Brillia Kieffer, 1913
- Brundiniella
- Brunieria
- Bryophaenocladius Thienemann, 1934
- Buchonomyia Fittkau, 1955
- Caladomyia
- Camposimyia
- Camptocladius van der Wulp, 1874
- Cantopelopia
- Carbochironomus Reiss & Kirschbaum 1990
- Cardiocladius Kieffer, 1912
- Chaetocladius Kieffer, 1911
- Chasmatonotus
- Chernovskiia Sæther 1977
- Chilenomyia
- Chirocladius
- Chironomidae (gen)
- Chironominae
- Chironomini
- Chironomus Meigen, 1803
- Chrysopelopia
- Cladopelma Kieffer, 1921
- Cladotanytarsus Kieffer, 1921
- Clinotanypus Kieffer, 1913
- Clunio Haliday, 1855
- Coelopynia
- Coelotanypus
- Coffmania
- Collartomyia
- Colosmittia
- Compteromesa Sæther 1981
- Compterosmittia
- Conchapelopia Fittkau, 1957
- Conochironomus
- Constempellina Brundin, 1947
- Corynocera Zetterstedt, 1838
- Corynoneura Winnertz, 1846
- Corynoneurella Brundin, 1949
- Corytibacladius
- Cricotopus van der Wulp, 1874
- Cryptochironomus Kieffer, 1918
- Cryptotendipes Lenz, 1941
- Cyphomella Sæther 1977
- Dactylocladius
- Daitoyusurika
- Demeijerea Kruseman, 1933
- Demicryptochironomus Lenz, 1941
- Denopelopia
- Derotanypus
- Diamesa Meigen in Gistl, 1835
- Diamesinae
- Dicrotendipes Kieffer, 1913
- Diplocladius Kieffer, 1908
- Diplosmittia
- Djalmabatista Fittkau, 1968
- Doithrix
- Doloplastus
- Doncricotopus
- Dratnalia
- Echinocladius
- Edwardsidia
- Einfeldia Kieffer, 1924
- Endochironomus Kieffer, 1918
- Endotribelos
- Epoicocladius Sulc & ZavÍel, 1924
- Eretmoptera
- Eukiefferiella Thienemann, 1926
- Eurycnemus van der Wulp, 1874
- Euryhapsis Oliver, 1981
- Eusmittia
- Fissimentum
- Fittkauimyia
- Fleuria
- Freemaniella
- Friederia
- Georthocladius Strenzke, 1941
- Gillotia Kieffer, 1921
- Glushkovella
- Glyptotendipes Kieffer, 1913
- Goeldichironomus
- Graceus Goetghebuer, 1928
- Gravatamberus
- Gressittius
- Guassutanypus
- Guttipelopia Fittkau, 1962
- Gymnometriocnemus Goetghebeur, 1932
- Gynnidocladius
- Gynocladius Mendes, Sæther & Andrade-Morraye, 2005
- Hahayusurika
- Halirytus
- Halocladius Hirvenoja, 1973
- Hanochironomus
- Hanocladius
- Harnischia Kieffer, 1921
- Harrisius
- Harrisonina
- Hayesomyia Murray & Fittkau, 1985
- Heleniella Gouin, 1943
- Helopelopia Roback, 1971
- Henrardia
- Heptagyia
- Heterotanytarsus Spärck, 1923
- Heterotrissocladius Spärck, 1923
- Hevelius
- Himatendipes
- Hirosimayusurika
- Hudsonimyia Roback, 1979[5]
- Hydrobaenus
- Hydrosmittia
- Hyporhygma
- Ichthyocladius Fittkau, 1974
- Ikiprimus
- Ikisecundus
- Imparipecten
- Indoaxarus
- Indocladius
- Ionthosmittia
- Irisobrillia
- Kaluginia
- Kamelopelopia
- Kaniwhaniwhanus
- Kiefferophyes
- Kiefferulus Goetghebuer, 1922
- Knepperia
- Kloosia Kruseman 1933
- Krenopelopia Fittkau, 1962
- Krenopsectra
- Krenosmittia Thienemann & Krüger, 1939
- Kribiobius
- Kribiocosmus
- Kribiodosis
- Kribiopelma
- Kribiothauma
- Kribioxenus
- Kurobebrillia
- Kuschelius
- Labrundinia Fittkau, 1962
- Lappodiamesa Serra-Tosio, 1968
- Lappokiefferiella
- Lapposmittia
- Larsia Fittkau, 1962
- Lasiodiamesa Kieffer, 1924
- Laurotanypus
- Lauterborniella Thienemann & Bause, 1913
- Lepidopelopia
- Lepidopodus
- Lerheimia
- Limaya
- Limnophyes Eaton, 1875
- Lindebergia
- Linevitshia
- Lipiniella Shilova 1961
- Lipurometriocnemus
- Lithotanytarsus
- Litocladius Andersen, Mendes & Sæther 2004
- Ljungneria
- Lobodiamesa
- Lobomyia
- Lobosmittia
- Lopescladius
- Lunditendipes
- Lyrocladius Mendes & Andersen, 2008
- Macropelopia Thienemann, 1916
- Macropelopini
- Manoa
- Maoridiamesa
- Mapucheptagyia
- Maryella
- Mecaorus
- Megacentron
- Mesocricotopus
- Mesosmittia Brundin, 1956
- Metriocnemus van der Wulp, 1874
- Microchironomus Kieffer, 1918
- Micropsectra Kieffer, 1909
- Microtendipes Kieffer, 1915
- Microzetia
- Molleriella
- Mongolchironomus
- Mongolcladius
- Mongolyusurika
- Monodiamesa Kieffer, 1922
- Monopelopia Fittkau, 1962
- Murraycladius
- Nakataia
- Nandeca
- Nanocladius Kieffer, 1913
- Naonella
- Nasuticladius
- Natarsia Fittkau, 1962
- Neelamia
- Neobrillia
- Neopodonomus
- Neostempellina
- Neozavrelia Goetghebuer, 1941
- Nesiocladius
- Nilodorum
- Nilodosis
- Nilotanypus Kieffer, 1923
- Nilothauma Kieffer, 1921
- Nimbocera
- Notocladius
- Odontomesa Pagast, 1947
- Okayamayusurika
- Okinawayusurika
- Olecryptotendipes
- Oleia
- Oliveridia Sæther, 1980
- Omisus Townes, 1945
- Onconeura
- Ophryophorus
- Oreadomyia
- Orthocladiinae
- Orthocladius van der Wulp, 1874
- Oryctochlus
- Oukuriella
- Pagastia Oliver, 1959
- Pagastiella Brundin, 1949
- Paraboreochlus Thienemann, 1939
- Parachaetocladius
- Parachironomus Lenz, 1921
- Paracladius Hirvenoja, 1973
- Paracladopelma Harnisch, 1923
- Paracricotopus Thienemann & Harnisch, 1932
- Parakiefferiella Thienemann, 1936
- Paralauterborniella Lenz, 1941
- Paralimnophyes Brundin, 1956
- Paramerina Fittkau, 1962
- Parametriocnemus Goetghebuer, 1932
- Pamirocesa
- Paraborniella
- Parachironominae
- Paradoxocladius
- Paraheptagyia
- Paranilothauma
- Parapentaneura
- Paraphaenocladius Thienemann, 1924
- Paraphrotenia
- Parapsectra Reiss, 1969
- Parapsectrocladius
- Parasmittia
- Paratanytarsus Thienemann & Bause, 1913
- Paratendipes Kieffer, 1911
- Paratrichocladius Thienemann, 1942
- Paratrissocladius ZavÍel, 1937
- Parochlus Enderlein, 1912
- Parorthocladius Thienemann, 1935
- Parvitergum
- Paucispinigera
- Pelomus'
- Pentaneura
- Pentaneurella
- Pentaneurini
- Pentapedilum
- Petalocladius
- Phaenopsectra Kieffer, 1921
- Physoneura
- Pirara
- Platysmittia Sæther, 1982
- Plhudsonia
- Podochlus
- Podonomopsis
- Podonomus
- Polypedilum Kieffer, 1912
- Pontomyia
- Potthastia Kieffer, 1922
- Prochironomus
- Procladiini
- Procladius Skuse, 1889
- Prodiamesa Kieffer, 1906
- Propsilocerus
- Prosmittia
- Protanypus Kieffer, 1906
- Psectrocladius Kieffer, 1906
- Psectrotanypus Kieffer, 1909
- Pseudobrillia
- Pseudochironomus Malloch, 1915
- Pseudodiamesa Goetghebuer, 1939
- Pseudohydrobaenus
- Pseudokiefferiella Zavrel, 1941
- Pseudorthocladius Goetghebuer, 1932
- Pseudosmittia Goetghebuer, 1932
- Psilochironomus
- Psilometriocnemus Sæther, 1969
- Pterosis
- Qiniella
- Reissmesa
- Rheochlus
- Rheocricotopus Brundin, 1956
- Rheomus
- Rheomyia
- Rheopelopia Fittkau, 1962
- Rheosmittia Brundin, 1956
- Rheotanytarsus Thienemann & Bause, 1913
- Rhinocladius
- Riethia
- Robackia Sæther, 1977
- Saetheria Jackson, 1977
- Saetheriella Halvorsen, 1982[6]
- Saetherocladius
- Saetherocryptus
- Saetheromyia
- Saetherops
- Sasayusurika
- Schineriella Murray & Fittkau, 1988
- Semiocladius
- Setukoyusurika
- Seppia
- Sergentia Kieffer, 1922
- Shangomyia
- Shilovia
- Skusella
- Skutzia
- Smittia Holmgren, 1869
- Stackelbergina
- Stelechomyia
- Stempellina Thienemann & Bause, 1913
- Stempellinella Brundin, 1947
- Stenochironomus Kieffer, 1919
- Stictochironomus Kieffer, 1919
- Stictocladius
- Stictotendipes
- Stilocladius Rossaro, 1979
- Sublettea
- Sublettiella
- Sumatendipes
- Symbiocladius Kieffer, 1925
- Sympotthastia Pagast, 1947
- Syndiamesa Kieffer, 1918
- Synendotendipes Grodhaus, 1987
- Synorthocladius Thienemann, 1935
- Tanypodinae
- Tanypus Meigen, 1803
- Tanytarsini
- Tanytarsus van der Wulp, 1874
- Tavastia
- Telmatogeton Schiner, 1866
- Telmatopelopia Fittkau, 1962
- Telopelopia
- Tempisquitoneura
- Tethymyia
- Thalassomya Schiner, 1856
- Thalassosmittia Strenzke & Remmert, 1957
- Thienemannia Kieffer, 1909
- Thienemanniella Kieffer, 1911
- Thienemannimyia Fittkau, 1957
- Thienemanniola
- Tobachironomus
- Tokunagaia Sæther, 1973
- Tokunagayusurika
- Tokyobrillia
- Tosayusurika
- Townsia
- Toyamayusurika
- Tribelos Townes, 1945
- Trichochilus
- Trichosmittia
- Trichotanypus Kieffer, 1906
- Trissocladius Kieffer, 1908
- Trissopelopia Kieffer, 1923
- Trondia
- Tsudayusurika
- Tusimayusurika
- Tvetenia Kieffer, 1922
- Unniella Sæther, 1982
- Usambaromyia Andersen & Sæther, 1994[7]
- Virgatanytarsus Pinder, 1982
- Vivacricotopus
- Wirthiella
- Xenochironomus Kieffer, 1921
- Xenopelopia Fittkau, 1962
- Xestochironomus
- Xestotendipes
- Xiaomyia
- Xylotopus
- Yaeprimus
- Yaequartus
- Yaequintus
- Yaesecundus
- Yaetanytarsus
- Yaetertius
- Yama
- Zalutschia Lipina, 1939
- Zavrelia Kieffer, 1913
- Zavreliella Kieffer, 1920
- Zavrelimyia Fittkau, 1962
- Zelandochlus
- Zhouomyia
- Zuluchironomus

## Legături externe
Materiale media legate de Chironomide la Wikimedia Commons